# Jippensha Ikku

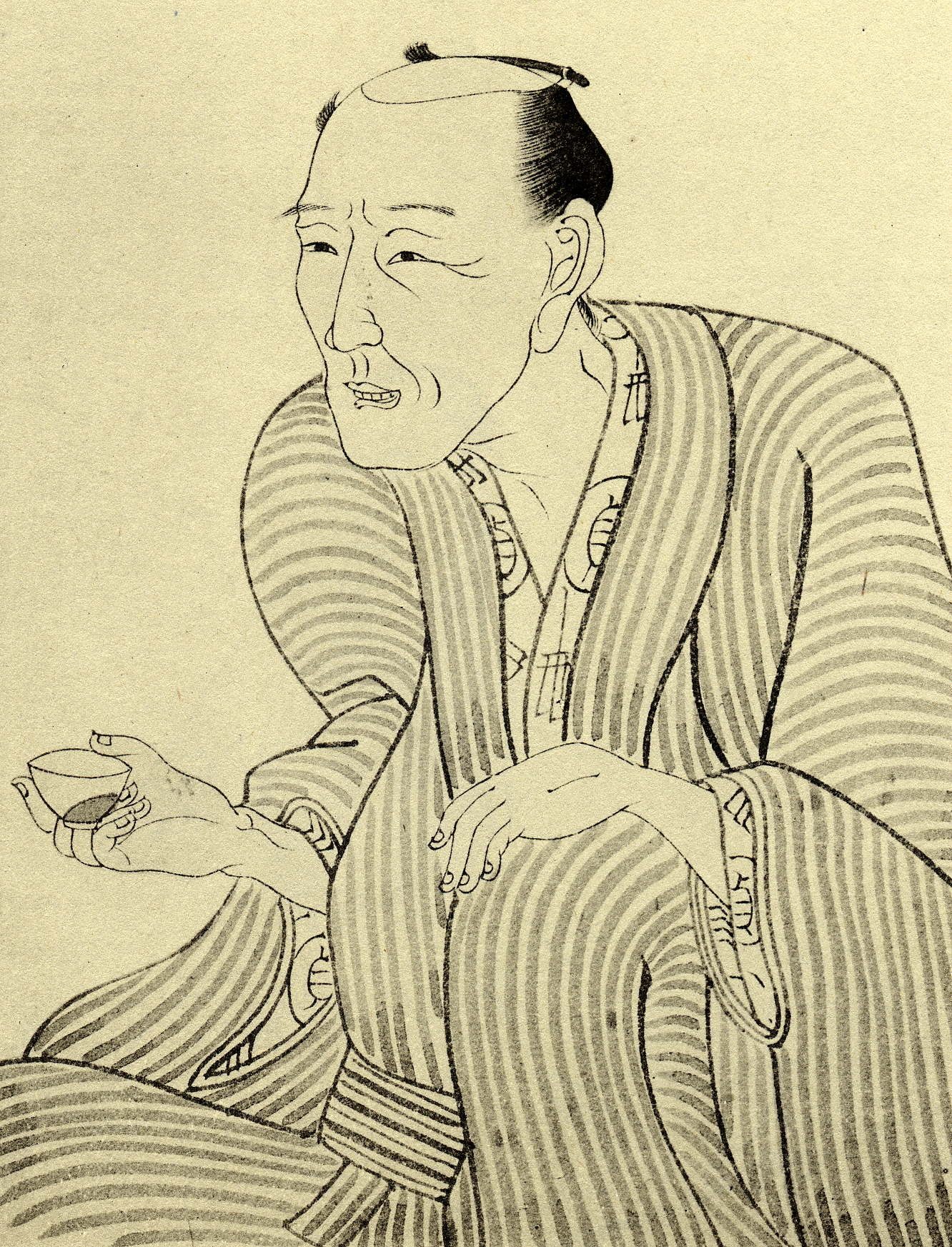
Jippensha Ikku

Jippensha Ikku (japanisch 十返舎 一九, wirklicher Name: Shigeta Sadakazu (重田 貞一); * 1765; † 12. September 1831) war ein japanischer Schriftsteller.

## Leben
Ikku war Sohn eines Samurai im Sumpu-han in der Provinz Suruga. Er stand selbst einige Zeit im Dienst eines Daimyō und lebte in Ōsaka, bevor er sich als Sharebon- (humoristische Literatur) und Kibyōshi (Unterhaltungsliteratur) -Autor selbstständig machte. 1802 erschien unter dem Titel Ukiyo dōchū hizakurige (浮世道中 膝栗毛, „Auf Schusters Rappen unterwegs in der fließenden Welt“) der erste Teil einer humoristischen Romanreihe, die unter dem Titel Tōkaidō chū hizakurige (東海道中 膝栗毛, „Auf Schusters Rappen über die Ostmeerstrasse“) bekannt wurde. Sie beschreibt die Erlebnisse zweier Kleinbürger aus Edo, Yajirobei und Kitahachi, die auf ihrer Reise auf der Tōkaidō von einem komischen Abenteuer ins nächste geraten. Auf Grund des Erfolges spann Jippensha die Geschichte, die er auch selbst illustrierte, immer weiter fort, bis sie 1822 schließlich aus insgesamt 43 Bänden in 20 Folgen bestand. Weitere Reiseerzählungen Ikkus folgten ab 1830 wie z. B. Zokuzoku hizakurige (続々膝栗毛), Ehon hizakurige (絵本膝栗毛) und Kokkei hizakurige (滑稽臍栗毛). Imitationen des Tōkaidō chū hizakurige erschienen bereits während seiner Entstehungszeit und auch danach, so z. B. Kanagaki Robuns Seiyō dōchū hizakurige (西洋道中膝栗毛 „Auf Schusters Rappen durch die westliche Welt“, 1870).
Unter den mehr als 600 Werken aus Ikkus Pinsel befinden sich das 1804 veröffentlichte Yoshiwara seirō nenjū gyōji (吉原青楼年中行事, „Almanach der Grünen Häuser“) mit Illustrationen von Kitagawa Utamaro und das im Folgejahr erschienene Mochigashi sokuseki teseishū (餅菓子即席手製集, „Sammlung schneller Rezepte für Reiskuchen und Süßigkeiten“), ein humoristisches Kochbuch, dessen Rezepte als Anleitung zum Kochen eher nicht geeignet waren.